# Stade de Reims
A Stade de Reims egy francia labdarúgócsapat. Jelenleg a francia első osztályban szerepel.

## Története
A klub két kiemelkedő sztárja Raymond Kopa és Just Fontaine volt. Albert Batteux irányítása alatt kétszer is megmérkőztek a Real Madriddal a BEK döntőjében, ám mind a két alkalommal alulmaradtak.

## Stadion
A csapat stadionja, a 25 000 férőhelyes Stade Auguste Delaune adott otthont az 1938. június 5-én megrendezett Magyarország–Holland India világbajnoki mérkőzésnek.

## A jelenlegi játékoskeret
Frissítve: 2024. szeptember 7.
| #  |     | Poszt | Név               |
| -- | --- | ----- | ----------------- |
| 2  | KEN | V     | Joseph Okumu      |
| 4  | BEL | V     | Maxime Busi       |
| 5  | CIV | V     | Emmanuel Agbadou  |
| 6  | FRA | KP    | Valentin Atangana |
| 7  | JPN | V     | Ito Dzsunja       |
| 8  | CIV | KP    | Yaya Fofana       |
| 9  | DEN | CS    | Mohamed Darany    |
| 10 | MLT | KP    | Teddy Teuma       |
| 11 | FRA | CS    | Amine Salama      |
| 14 | GER | KP    | Reda Khedra       |
| 15 | ZIM | KP    | Marshall Munetsi  |
| 16 | FRA | K     | Ludovic Butelle   |
| 17 | JPN | CS    | Nakamura Kejto    |

| #  |     | Poszt | Név                                                           |
| -- | --- | ----- | ------------------------------------------------------------- |
| 18 | ESP | V     | Sergio Akieme                                                 |
| 19 | BRA | KP    | Gabriel Moscado (kölcsönben a Paris Saint-Germain csapatától) |
| 20 | FRA | K     | Alexandre Olliero                                             |
| 21 | CIV | V     | Cedric Kipré                                                  |
| 22 | CIV | V     | Oumar Diakité                                                 |
| 23 | POR | V     | Aurélio Buta (kölcsönben az Eintracht Frankfurttól)           |
| 25 | BEL | KP    | Thibault De Smet                                              |
| 55 | FRA | V     | Nhoa Sangui                                                   |
| 67 | FRA | CS    | Mamadou Diakhon                                               |
| 72 | CIV | KP    | Amadou Koné                                                   |
| 92 | FRA | V     | Abdoul Koné                                                   |
| 94 | FRA | K     | Yehvann Diouf                                                 |